# Come Over (canção)
"Come Over" é uma canção da banda inglesa de drum and bass Rudimental, apresentando os vocais da cantora inglesa Anne-Marie e do rapper britânico Tion Wayne. A canção foi lançada como um download digital em 28 de agosto de 2020. A canção alcançou a posição 26 no UK Singles Chart. A canção foi escrita por Amir Amor, Anne-Marie Nicholson, Dennis Junior Odunwo, Leon Rolle, Olivia Devine, Piers Aggett e Kesi Dryden.

## Vídeo da música
Um videoclipe para acompanhar o lançamento de "Come Over" foi lançado pela primeira vez no YouTube em 28 de agosto de 2020.

## Lista de faixas
| Download digital |                                           |         |  |
| N.º              | Título                                    | Duração |  |
| 1.               | "Come Over" (com Anne-Marie e Tion Wayne) | 3:26    |  |

| Download digital - Paul Woolford Remix |                                                                 |         |  |
| N.º                                    | Título                                                          | Duração |  |
| 1.                                     | "Come Over (Paul Woolford Remix)" (com Anne-Marie e Tion Wayne) | 4:05    |  |

| Download digital - UK Soul Edit |                                             |         |  |
| N.º                             | Título                                      | Duração |  |
| 1.                              | "Come Over (UK Soul Edit)" (com Anne-Marie) | 3:07    |  |

| Download digital - Mella Dee Remix |                                                             |         |  |
| N.º                                | Título                                                      | Duração |  |
| 1.                                 | "Come Over (Mella Dee Remix)" (com Anne-Marie e Tion Wayne) | 3:36    |  |

| Download digital - KDA Remix |                                                       |         |  |
| N.º                          | Título                                                | Duração |  |
| 1.                           | "Come Over (KDA Remix)" (com Anne-Marie e Tion Wayne) | 3:46    |  |

| Download digital - Acoustic |                                         |         |  |
| N.º                         | Título                                  | Duração |  |
| 1.                          | "Come Over (Acoustic)" (com Anne-Marie) | 3:38    |  |

| Download digital - Tommy Farrow Remix |                                                                |         |  |
| N.º                                   | Título                                                         | Duração |  |
| 1.                                    | "Come Over (Tommy Farrow Remix)" (com Anne-Marie e Tion Wayne) | 3:52    |  |

| Download digital - Dub |                                                 |         |  |
| N.º                    | Título                                          | Duração |  |
| 1.                     | "Come Over (Dub)" (com Anne-Marie e Tion Wayne) | 3:06    |  |

## Créditos
Créditos adaptados do TIDAL.
- Rudimental - produtor
- Amir Amor - compositor
- Anne-Marie Nicholson - compositora, artista convidada
- Dennis Junior Odunwo - compositor, artista convidado
- Leon Rolle - compositor
- Olivia Devine - compositora
- Piers Aggett - compositor
- Kesi Dryden - compositor

## Desempenho nas tabelas musicais
| Tabela musical(2020)             | Melhor posição |
| -------------------------------- | -------------- |
| Escócia (Scottish Singles Chart) | 46             |
| Reino Unido (UK Singles Chart)   | 26             |

## Histórico de lançamento
| Região      | Data                   | Formato                    | Versão              | Gravadora | Ref.         |
| ----------- | ---------------------- | -------------------------- | ------------------- | --------- | ------------ |
| Vários      | 28 de agosto de 2020   | Download digital streaming | Original            | Asylum    | [ 1 ] [ 13 ] |
| Reino Unido | 25 de setembro de 2020 | Contemporary hit radio     | TBA                 | Asylum    | [ 14 ]       |
| Vários      | 25 de setembro de 2020 | Download digital streaming | Paul Woolford Remix | Asylum    | [ 3 ] [ 15 ] |
| Vários      | 2 de outubro de 2020   | Download digital streaming | UK Soul Edit        | Asylum    | [ 4 ] [ 16 ] |
| Vários      | 9 de outubro de 2020   | Download digital streaming | Mella Dee Remix     | Asylum    | [ 5 ] [ 17 ] |
| Vários      | 9 de outubro de 2020   | Download digital streaming | KDA Remix           | Asylum    | [ 6 ] [ 18 ] |
| Vários      | 23 de outubro de 2020  | Download digital streaming | Acústica            | Asylum    | [ 7 ] [ 19 ] |
| Vários      | 30 de outubro de 2020  | Download digital streaming | Tommy Farrow Remix  | Asylum    | [ 8 ] [ 20 ] |
| Vários      | 30 de outubro de 2020  | Download digital streaming | Dub                 | Asylum    | [ 9 ] [ 21 ] |